# 유리동물원

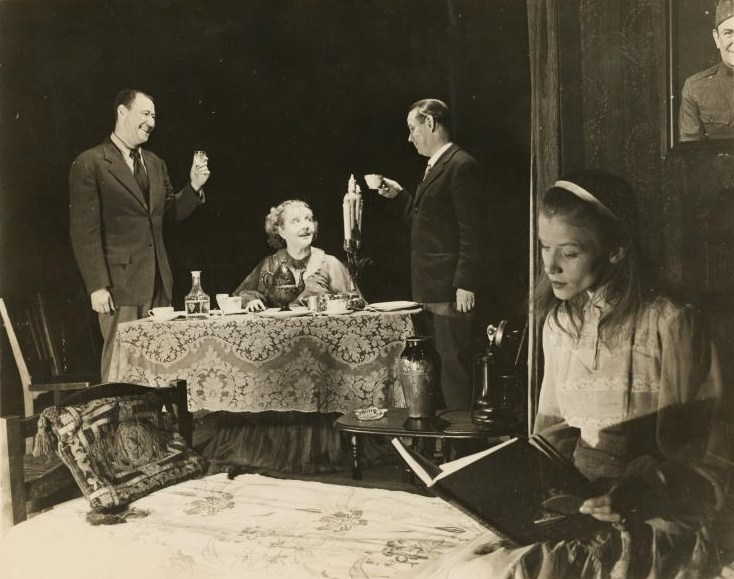

유리동물원(The Glass Menagerie)은 4명의 등장인물로 구성된 연극이며, 테네시 윌리엄스의 작품이다.
- 등장인물

아만다 윙필드(어머니)
로라 윙필드(딸)
톰 윙필드(아들)
짐 오코너(젊은 신사 방문객)
- 배경

시간: 대공황 시대
장소: 세인트루인스의 허름한 아파트

## 역사
윌리엄스는 자신이 소속한 연극회사인 MGM에 유리동물원을 제출하기 전에 유리동물원의 여러 가지 초안을 썼다. 유리동물원은 윌리엄스의 단편소설 중 하나에서 유래되었고 처음에는 “The Gentleman Caller”라는 이름의 연극으로 나왔다.
유리동물원은 1944년 시카고에서 첫 무대를 펼쳤다. 그리고 시카고의 연극평론가 Ashton Stevens와 Claudia Cassidy는 이 연극에 관중을 끌어들이는데 큰 도움을 줬고 결국 유리동물원은 브로드웨이 연극에서도 공연되었고 1945년에는 New York Drama Critics Circle Award를 수상했다. Laurette Taylor는 유리동물원에서 엄마인 Amanda Wingfield의 역할을 했고 그녀는 2004년에 나온 다큐멘터리인 Broadway: The Golden Age, by the Legends Who Were There에서 브로드웨이 연극의 베테랑들에게 가장 기억에 남을 연기를 했다고 평가를 받았다. 유리동물원은 윌리엄스의 첫번째 성공적인 연극이었고, 윌리엄스는 그 후 미국에서 손꼽히는 연극작가가 되었다.
유리동물원은 윌리엄스의 1948년 단편소설 “Portrait of a Girl in Glass”에서 유래되었다. 이 작품의 서술자는 유리동물원의 서술자인 Tom Wingfield이고 유리동물원에서 나온 대부분의 독백들도 이 소설에서 유래되었다고 볼 수 있다. 또한 유리동물원의 소설판은 유리동물원의 연극의 내용의 일부를 제외하고 거의 내용이 비슷하다고 볼 수 있다.
다수의 연극평론자들은 유리동물원을 윌리엄스의 자서전 연극이라고 평가하고 있다. 유리동물원에서 나온 바와 같이 윌리엄스의 가족 역시 남부에서 세인트루인스로 이주한 적이 있다. 또한 윌리엄스는 톰과 같이 낮에는 구두공장에서 일한 뒤 밤에 집필 활동에 힘썼다고 한다. 그의 누나는 조현병을 앓았다고 전해지는데 정신장애가 있는 모습이 유리동물원 속 로라에게 반영되었다고 한다. 그리고 톰은 로라를 떠나고 나서도 그녀를 잊지 못하는데, 이는 당시 정신 분열증으로 오랫동안 괴로워했던 누나를 안타깝게 여기고 그리워했던 윌리엄스의 마음이 투영된 것으로 보인다.

## 줄거리
유리동물원은 해설자이자 주인공인 톰이 관객들에게 연극을 소개하는 것으로 시작한다. 이 연극은 그의 어머니 아만다와 누나 로라에 대한 톰의 기억을 바탕으로 한 '기억 연극'이다.
아만다의 남편 윙필드씨는 가족을 오래전에 버렸다. 실용주의자이며 때로 달변을 늘어 놓던 아만다는 현실에 만족하지 못하고 과거에 미국 남부의 아름다운 소녀로서 받았던 사랑과 편안함을 갈망한다. 다리를 저는 장애를 가졌고 바깥 세상에 대해 트라우마를 갖고 있는 그녀의 딸 로라의 미래에 대해 아만다는 특히 걱정을 한다. 아만다의 아들 톰은 신발공장에서 일하며 가족의 생계를 책임지기 위해 열심히 일한다. 톰은 일상의 지긋지긋함에서 벗어나기 위해 안달하며 글도 써 보지만, 퇴근 이후 대부분의 시간을 영화 보는데 쓴다.
자신의 유리로 된 동물 인형들을 관리하는 데에만 온 정성을 쏟는 로라에게 어서 적당한 남편감을 찾아주려고 아만다는 안달이 난다. 톰에게 남편감 찾기를 부탁한 결과 톰의 동료인 짐을 저녁식사에 초대하게 된다. 짐이 집에 초대 받아 오게 되는 날, 로라는 그가 그녀가 고등학교 때 짝사랑했던 그이라는 것을 깨닫는다.
긴 오후가 지나고 짐과 로라는 끊겨버린 전기가 돌아올 것을 기다리며 촛불을 하나 켜두고 둘이서 거실에 앉아있는다. 그렇게 단둘이 있는 긴 장면에서 짐은 로라의 열등감 콤플렉스를 치료해준다며 자신감을 가지라고 조언하고 그녀와 함께 음악에 맞춰 춤을 춘다. 춤을 추다가 짐은 실수로 로라의 유리동물원에 부딪혀 유니콘의 뿔을 깨트리지만 로라는 괜찮다고 한다. 짐은 로라에게 누군가는 너의 열등심을 없애줘야 하고 너에게 키스해줘야 한다면서 그녀에게 입을 맞춘다. 로라는 기대심에 부풀지만, 짐은 갑자기 어색함을 느끼며 그녀에게 자신은 이미 약혼녀가 있다고 털어놓는다. 짐은 아만다에게도 자신의 약혼 사실을 말하고는 집을 떠난다. 전부터 집을 떠나는 것을 계획하고 있던 톰도 아만다와 로라를 버리고 모험을 찾아 떠난다.
톰은 오랜 시간 동안 세상을 떠돌아다닌다. 그러나 그는 결국 그가 버리고 떠난 로라를 평생 잊지 못한다. 톰의 마지막 대사에서 그는 로라에게 촛불을 꺼달라고 부탁하고 로라는 촛불을 끈다. 그러나 로라에 대한 기억만은 촛불처럼 끄지 못한다.